# Undredal
Undredal is een klein dorp in Noorwegen, gelegen aan de Aurlandsfjord in de provincie Vestland. Het dorp heeft ongeveer 100 inwoners. 
In het dorp staat een staafkerk waar plaats is voor 40 personen. Naast het dorp ligt een doormidden gekliefde rots van 8 meter hoog. Een oud dorpsverhaal vertelt dat een trol deze rots op de kerk heeft willen gooien. Via Stokkavegen kan deze rots bereikt worden. Gezien de ligging aan de Aurlandsfjord trekt het dorp ook dagtoeristen die via een fjordcruise vanuit Flåm aan komen varen. Via de weg (doorgaande route E16) is het dorp te bereiken op de T-splitsing precies tussen twee tunnels in.

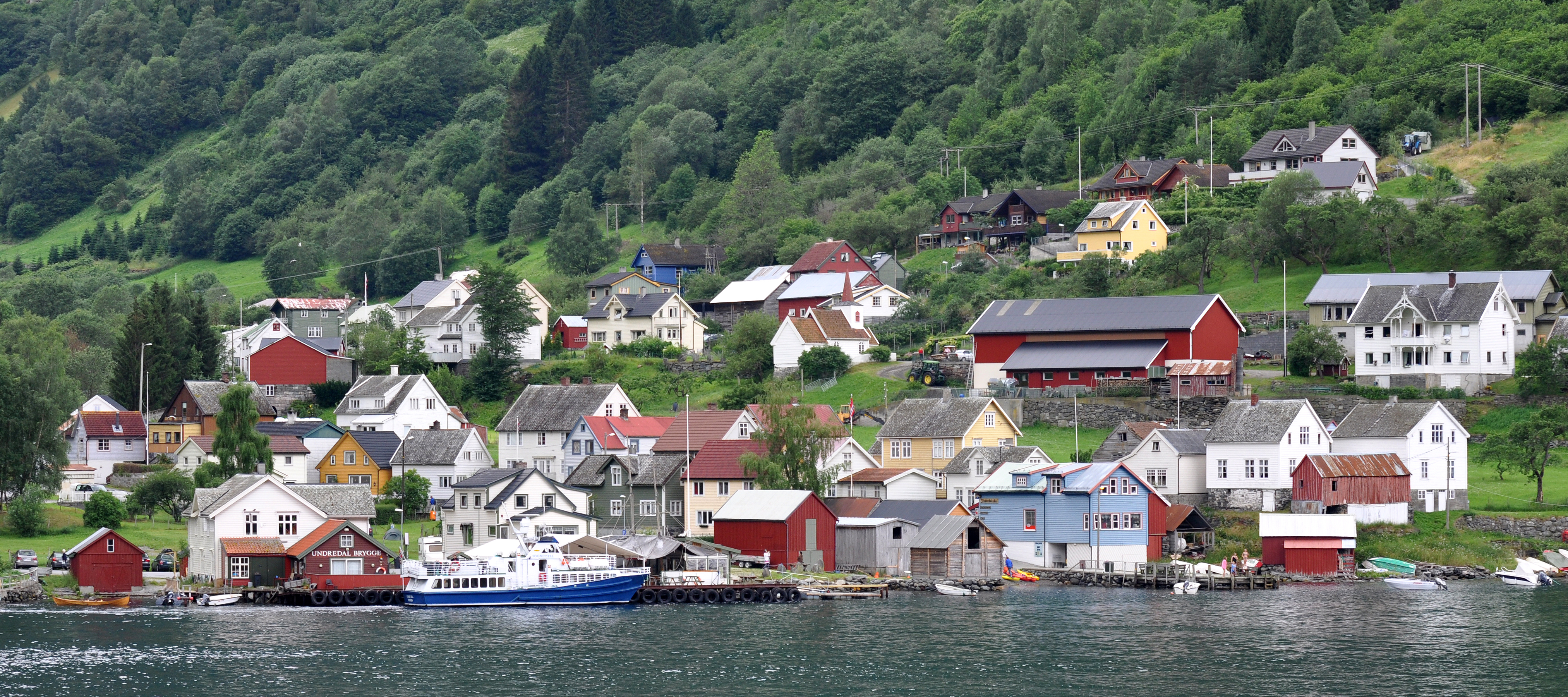
Undredal
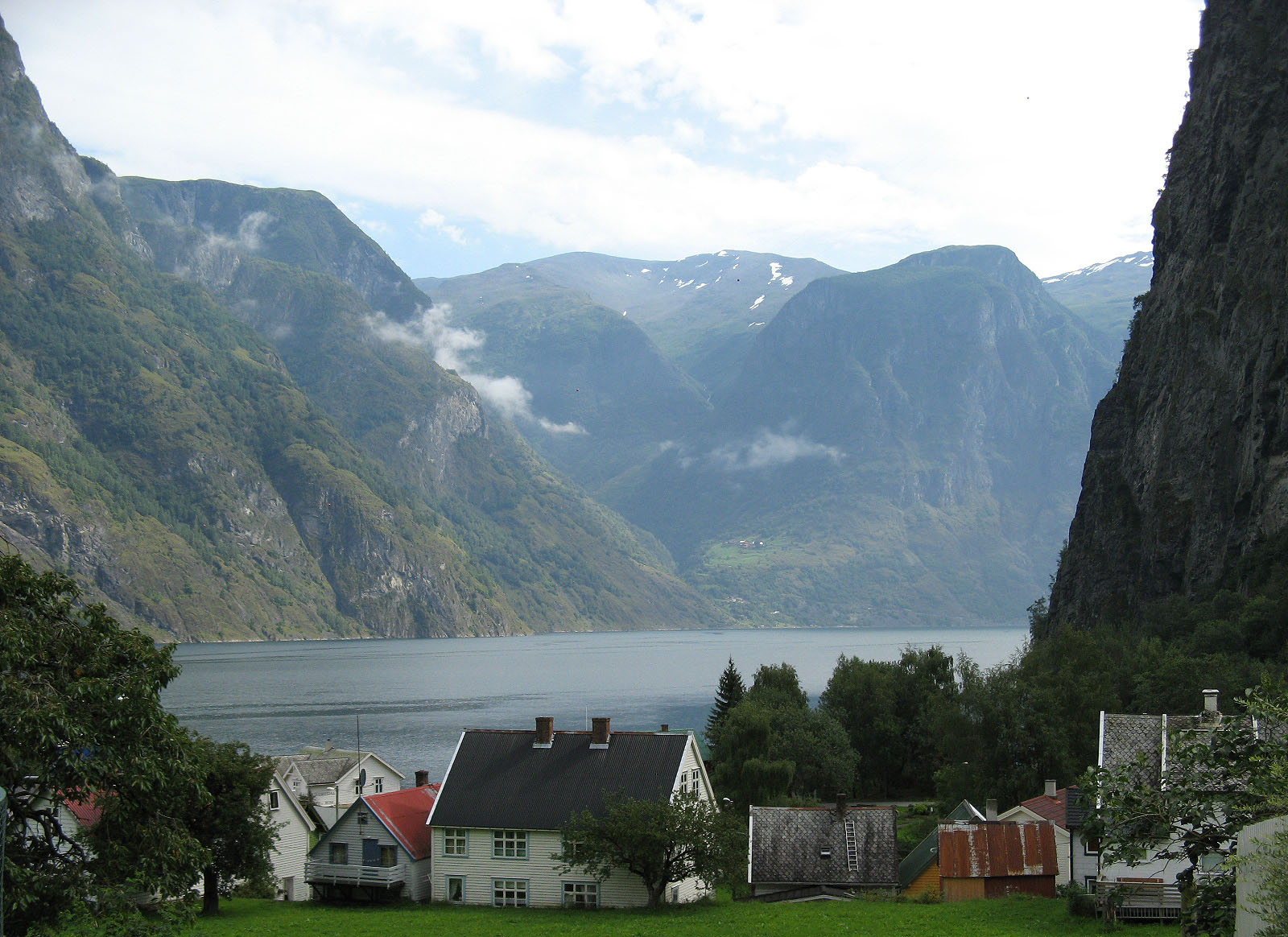
Undredal
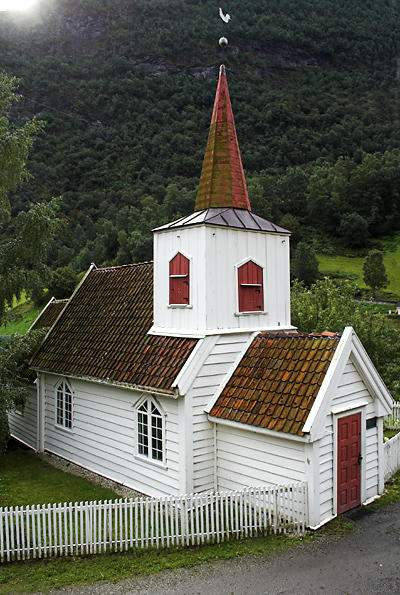
Kerk van Undredal